# ビリー・チャイルズ
ビリー・チャイルズ（Billy Childs、本名ウィリアム・エドワード・チャイルズ、1957年3月8日 - ）は、アメリカ合衆国カリフォルニア州生まれの作曲家兼ジャズ・ピアニストである。6歳からピアノを習い始め、16歳の頃、南カリフォルニア大学によってスポンサーされた一流プログラムのThe Community School of the Performing Artsに通い始めた。ピアノをJohn Weisenfluhのもとで、そして音楽理論をMarienne Uszlerのもとで学んだ後、Robert Linnの指導のもとで作曲を専科とし学士号を受理した。
チャイルズは十代でプロとして演奏しており、1977年にはJ・J・ジョンソン・クインテットの日本ツアーのうちに行われた横浜でのコンサートで収録されたのが彼のレコーディング・デビューとなる。1978年から1984年の6年間にわたって、トランペット奏者フレディ・ハバードと演奏をしたことがきっかけとなり大いに注目を浴びる。彼の演奏はハービー・ハンコックやキース・エマーソン、そしてチック・コリアに影響を浮けている。作曲方面ではパウル・ヒンデミット、モーリス・ラヴェルやイーゴリ・ストラヴィンスキーに影響が見られる。色々な音楽家の影響を受けながらも、チャイルズは常に自分の観念を持っていた。そしてジャズとクラシックのジャンルでピアニストとして作曲家として彼自身の声を開発していった。

## ソロ・レコーディング（ウィンダム・ヒル、ストレッチ、シャナキー）
1988年、チャイルズは初のソロ・レコーディングによるアルバム『テイク・フォー・イグザンプル・ディス』をジャズ・レーベルのウィンダム・ヒル・レコードから発表し高く評価された。そして『トワイライト・イズ・アポン・アス』（1989年）、『ヒズ・エイプリル・タッチ』（1992年）と『ジャズ・ピアニストの肖像』（1993年）を次々にリリースした。チック・コリアとの長期にわたる友人関係がきっかけとなり、チャイルズは所属していたウィンダム・ヒルを離れ、コリアの新しいレーベルであるストレッチ・レコードに所属することになった。そしてアルバム『アイヴ・ノウン・リヴァーズ』を1995年にストレッチ/GRP(現在ストレッチ/コンコード)からリリースした。続き、『The Child Within』を1996年にシャナキー・レコードから発表。これらのCDは絶版しており、入手困難である。

## 編曲家としての活動
2000年にチャイルズはダイアン・リーヴスの『サラ・ヴォーンに捧ぐ (The Calling: Celebrating Sarah Vaughn)』のために編曲、オーケストレーション、指揮を担当した。このアルバムは「最優秀ジャズ・ボーカルCD」として2002年にグラミー賞を受賞している。その他、チャイルズが編曲を担当したアーティストやプロデューサーにはスティング、クリス・ボッティ、グラディス・ナイト、マイケル・ブーブレ、デイヴィッド・フォスター、フィル・ラモーン、クローディア・アクーニャなどがいる。

## Jazz-Chamber Ensemble
2001年頃にチャイルズはピアノとアコースティック・ギターとハープを主としたチェンバー・ジャズのグループを作ろうと考えていた。このアイディアは、一部的に『Christmas And The Beads of Sweat』でのローラ・ニーロとアリス・コルトレーンとの共同作品や、チャイルズのジャズとクラシック音楽の融合を望んだことから影響されたものだ。Jazz-Chamber Ensembleはその結果である。このアンサンブルはピアノ、ベース、ドラムス、アコースティック・ギター、ハープ、木管楽器を主に構成されている。時には弦楽器四重奏団や木管楽器四重奏団もしくは両方が加わる。2008年に、彼らの初アルバム『Lyric, Jazz-Chamber Music, Vol.1』をリリース。このアルバムは200年度グラミー賞の三つのカテゴリー（『Best Jazz CD』『Best Instrumental Composition』『Best Instrumental Arrangement』）にノミネートされた。そして、アルバムの中の1曲である『Into The Light』が『Best Instrumental Composition』を受賞した。

## グラミー賞
チャイルズは8回グラミー賞にノミネートされ、そのうち1996年と1997年の2年間で3回グラミー賞を受賞。1996年に発表された『I've Known Rivers』から「The Starry Night」と1997年に発表された『The Child Within』から「Aaron's Song」が「最優秀インストゥルメンタル作曲」として、そして「The Child Within」は「最優秀パフォーマンス・バイ・ジャズ・グループ」としてノミネートされた。2002年にはチャイルズが編曲したダイアン・リーヴスのアルバム『サラ・ヴォーンに捧ぐ』から「Fascinating Rhythm」が「最優秀アレンジメント・アカンパニーイング・ア・ボーカリスト」としてノミネートされ、彼にとって4回目のノミネーションとなった。
彼のJazz-Chamber Ensembleは彼の特定した場所で演奏するためにChamber Music Americaから大きな補助金を授与された。2006年には『Lyric, Jazz-Chamber Music, Vol.1』から「Into The Light」が「最優秀インストゥルメンタル作曲」に。「Scarborough Faire」は「最優秀インストゥルメンタル・アレンジ」そしてアルバムは「最優秀ジャズCD」にノミネートされた。この年、チャイルズは「Into The Light」で「最優秀インストゥルメンタル作曲」を受賞し、「最優秀アレンジメント・アカンパニーイング・ア・ボーカリスト」をクリス・ボッティのアルバム『To Love Again』でスティングが歌っている「What Are You Doing The Rest of Your Life?」によりギル・ゴールドスタインとHeitor Perieraと共に受賞した。
2018年、第60回グラミー賞において「最優秀ジャズ・インストゥルメンタル・アルバム」を『Rebirth』で受賞した。また、「最優秀インプロヴァイズド・ジャズ・ソロ」にも「Dance of Shiva」でノミネートされていた。

## 委任されたクラシック作品
1992年 - Grenoble Jazz Festival Chamber Orchestra Music (Steve Houghton - soloist)
1993年 - Los Angeles Philharmonic Tone Poem For Holly  (Esa-Pekka Salonen - conductor)
1994年 - Los Angeles Philharmonic Fanfare For The United Races Of America  (Esa-Pekka Salonen - conductor)
1994年 - Monterey Jazz Festival Concerto Piano and Jazz-Chamber Orchestra  (Billy Childs - soloist)
1995年 - Akron Symphony Orchestra The Distant Land  (Alan Balter - conductor)
1997年 - Akron Symphony Orchestra and Chorus Just Like Job  (Alan Balter - conductor)
1997年 - The Dorian Wind Quintet A Day In The Forest Of Dreams (Billy Childs - piano, with Dorian Wind Quintet)
1997年 - Mancini Institute The Winds Of Change  (Roy Hargrove - soloist)
2001年 - Kuumbwa Jazz Society Into The Light  (Billy Childs Jazz-Chamber Ensemble)
2004年 - Los Angeles Philharmonic For Suzanne (Dianne Reeves - vocal soloist, Billy Childs - piano soloist)
2004年 - Lincoln Center Jazz Orchestra The Fierce Urgency of Now  (Wynton Marsalis - musical director)
2005年 - Los Angeles Master Chorale The Voices Of Angels (Grant Gershon - conductor)
2007年 - The American Brass Quintet 2 Elements (Billy Childs - piano, with American Brass Quintet)
2007年 - Fontana Chamber Arts The Path Among The Trees (Billy Childs Jazz-Chamber Ensemble with Ying Quartet)

## ディスコグラフィ

### スタジオ・アルバム
- 『テイク・フォー・イグザンプル・ディス』 - Take For Example This... (1988年、Windham Hill Jazz)
- 『トワイライト・イズ・アポン・アス』 - Twilight Is Upon Us (1989年、Windham Hill Jazz)
- 『ヒズ・エイプリル・タッチ』 - His April Touch (1991年、Windham Hill Jazz)
- 『ジャズ・ピアニストの肖像』 - Portrait Of A Player (1993年、Windham Hill Jazz)
- 『アイヴ・ノウン・リヴァーズ』 - I've Known Rivers (1995年、Stretch)
- The Child Within (1996年、Shanachie)
- Skim Coat (1999年、Metropolitan)
- 『ベッドタイム・ストーリー』 - Bedtime Stories (2000年、32 Jazz)
- Lyric: Jazz-Chamber Music Vol. 1 (2005年、Lunacy)
- Map to the Treasure: Reimagining Laura Nyro (2014年、Sony Masterworks)
- Rebirth (2017年、Mack Avenue)
- Acceptance (2020年、Mack Avenue)